# Habitation Belleville
L'habitation Belleville, ou habitation Pautrizel, est une ancienne plantation coloniale située à Trois-Rivières, sur l'île de Basse-Terre en Guadeloupe, aux Antilles françaises. Fondée au XVIIe siècle comme exploitation sucrière, elle devient une rhumerie au XXe siècle avant de cesser toute production en 1950. Elle est classée aux monuments historiques en 2019.

## Historique

### Fondation et exploitation agricole
L'habitation est fondée XVIIe siècle comme exploitation agricole et sucrerie par une famille de militaires charentais, les Pautrizel, ce qui en fait l'une des plus anciennes de l'île. Elle reste au sein de cette famille, en passant par la branche Juston de Belleville – dont elle tient son nom –, jusqu'en 1862.
À partir de 1862, l'exploitation est ensuite rachetée à plusieurs reprises, passant d'une activité sucrière à la production de rhum jusque dans les années 1950, lorsqu'elle cesse toute activité.

### Protection patrimoniale auXXIesiècleet restauration
Le bâtiment principal, les ruines de la sucrerie et l'ensemble du système hydraulique (bassin et digue, aqueduc, canal) de l'habitation sont classés aux monuments historiques le 21 octobre 2019.
Le 16 mars 2023, l'habitation Belleville est retenue dans la liste annuelle des dix-huit sites emblématiques du Loto du patrimoine pour bénéficier de financements de restauration,,. La première phase des travaux de restauration, débutés à l'automne 2022, portent sur la restauration globale du moulin et de la sucrerie. Une seconde phase s'étendant jusqu'en 2024, concernera la remise en état du système hydraulique, du hangar, des cases des esclaves et de la maison de maître,.